# Kim Chi-woo
Dans ce nom coréen, le nom de famille, Kim, précède le nom personnel.
Kim Chi-woo (en coréen : 김치우), né le 11 novembre 1983 à Séoul en Corée du Sud, est un footballeur international sud-coréen, qui évolue au poste d'arrière gauche. Il joue actuellement dans le club du Busan IPark.

## Biographie

### Carrière en club
Kim Chi-woo dispute les demi-finales de la Ligue des champions d'Asie en 2013, puis à nouveau en 2014.

### Carrière internationale
Avec les moins de 20 ans, il participe à la Coupe du monde des moins de 20 ans en 2003 qui se déroule aux Émirats arabes unis. Lors du mondial junior, il joue quatre rencontres.
Il fait ses débuts internationaux avec l'équipe A en 2006. Le 8 octobre 2006, il honore sa première sélection contre le Ghana en amical. Lors de ce match, Kim Chi-woo entre à la 68e minute de la rencontre, à la place de Park Ju-sung. La rencontre se solde par une défaite de 3-1 des Sud-Coréens. 
Le 16 juin 2007, il fait partie de la liste des 23 joueurs sud-coréens sélectionnés pour disputer la Coupe d'Asie qui se déroule en Asie du Sud-Est. Il dispute cinq rencontres lors de ce tournoi.
Il inscrit son premier but en équipe nationale le 28 mars 2009, lors d'un match amical contre l'Irak. Il marque également deux buts lors des éliminatoires de la Coupe du monde, et un doublé en amical contre l'Ouzbékistan en février 2012.
Il reçoit sa dernière sélection le 18 juin 2013 contre l'Iran (défaite 1-0). Au total, il est sélectionné à 27 (ou 28) reprises en équipe nationale entre 2006 et 2013.

## Palmarès

### En club
- Avec le  Partizan Belgrade
  - Champion de Serbie-et-Monténégro en 2005

- Avec le  Chunnam Dragons
  - Vainqueur de la Coupe de Corée du Sud en 2007

- Avec le  FC Séoul
  - Finaliste de la Ligue des champions de l'AFC en 2013 (ne joue pas la finale)
  - Champion de Corée du Sud en 2010, 2012 et 2016
  - Vainqueur de la Coupe de Corée du Sud en 2015

### En sélection
- Avec la  Corée du Sud
  - Troisième de la Coupe d'Asie en 2007

## Statistiques

### Carrière
| Saison                | Club                     | Championnat           | Championnat | Championnat | Coupe(s) nationale(s) | Coupe(s) nationale(s) | Compétition(s) continentale(s) | Compétition(s) continentale(s) | Compétition(s) continentale(s) | Corée du Sud | Corée du Sud | Total | Total |
| Saison                | Club                     | Division              | M.          | B.          | M.                    | B.                    | Comp.                          | M.                             | B.                             | M.           | B.           | M.    | B.    |
| 2004                  | Incheon United           | K League              | 17          | 0           | -                     | -                     | -                              | -                              | -                              | -            | -            | 17    | 0     |
| 2005                  | Incheon United           | K League              | 8           | 0           | -                     | -                     | -                              | -                              | -                              | -            | -            | 8     | 0     |
| 2006                  | Incheon United           | K League              | 24          | 0           | -                     | -                     | -                              | -                              | -                              | 2            | 0            | 26    | 0     |
| Sous-total            | Sous-total               | Sous-total            | 49          | 0           | 0                     | 0                     | -                              | 0                              | 0                              | 2            | 0            | 51    | 0     |
| 2005                  | Partizan Belgrade (prêt) | PrvaLiga              | 8           | 0           | -                     | -                     | -                              | -                              | -                              | -            | -            | 8     | 0     |
| Sous-total            | Sous-total               | Sous-total            | 8           | 0           | 0                     | 0                     | -                              | 0                              | 0                              | 0            | 0            | 8     | 0     |
| 2007                  | Chunnam Dragons          | K League              | 24          | 1           | -                     | -                     | -                              | -                              | -                              | 8            | 0            | 32    | 1     |
| 2008                  | Chunnam Dragons          | K League              | 13          | 1           | -                     | -                     | LCA                            | 2                              | 0                              | 3            | 0            | 18    | 1     |
| Sous-total            | Sous-total               | Sous-total            | 37          | 2           | 0                     | 0                     | -                              | 2                              | 0                              | 11           | 0            | 50    | 2     |
| 2008                  | FC Séoul                 | K League              | 13          | 2           | -                     | -                     | -                              | -                              | -                              | 4            | 0            | 17    | 2     |
| 2009                  | FC Séoul                 | K League              | 20          | 3           | -                     | -                     | LCA                            | 6                              | 2                              | 6            | 2            | 32    | 7     |
| 2010                  | FC Séoul                 | K League              | 22          | 2           | 1                     | 0                     | -                              | -                              | -                              | -            | -            | 23    | 2     |
| 2012                  | FC Séoul                 | K League              | 8           | 0           | -                     | -                     | -                              | -                              | -                              | -            | -            | 8     | 0     |
| 2013                  | FC Séoul                 | K League              | 24          | 1           | 3                     | 0                     | LCA                            | 9                              | 0                              | 3            | 1            | 39    | 2     |
| 2014                  | FC Séoul                 | K League              | 25          | 1           | 2                     | 0                     | LCA                            | 9                              | 1                              | -            | -            | 36    | 2     |
| 2015                  | FC Séoul                 | K League              | 17          | 1           | 1                     | 0                     | LCA                            | 7                              | 0                              | -            | -            | 25    | 1     |
| 2016                  | FC Séoul                 | K League              | 26          | 0           | 4                     | 0                     | LCA                            | 4                              | 0                              | -            | -            | 34    | 0     |
| 2017                  | FC Séoul                 | K League              | 21          | 0           | 1                     | 0                     | LCA                            | 3                              | 0                              | -            | -            | 25    | 0     |
| Sous-total            | Sous-total               | Sous-total            | 176         | 10          | 12                    | 0                     | -                              | 38                             | 3                              | 13           | 3            | 239   | 16    |
| 2011                  | Sangju Sangmu (prêt)     | K League              | 26          | 1           | 2                     | 0                     | -                              | -                              | -                              | -            | -            | 28    | 1     |
| 2012                  | Sangju Sangmu (prêt)     | K League              | 12          | 0           | 1                     | 0                     | -                              | -                              | -                              | 2            | 2            | 15    | 2     |
| Sous-total            | Sous-total               | Sous-total            | 38          | 1           | 3                     | 0                     | -                              | 0                              | 0                              | 2            | 2            | 43    | 3     |
| 2018                  | Busan IPark              | K League 2            | 15          | 1           | -                     | -                     | -                              | -                              | -                              | -            | -            | 15    | 1     |
| Sous-total            | Sous-total               | Sous-total            | 15          | 1           | 0                     | 0                     | -                              | 0                              | 0                              | 0            | 0            | 15    | 1     |
| Total sur la carrière | Total sur la carrière    | Total sur la carrière | 323         | 14          | 15                    | 0                     | -                              | 40                             | 3                              | 28           | 5            | 406   | 22    |

### Buts en sélection
Le tableau suivant liste tous les buts inscrits par Kim Chi-woo avec l'équipe de Corée du Sud.